# San Bernardo del Tuyú
San Bernardo del Tuyú is een plaats in het Argentijnse bestuurlijke gebied La Costa in de provincie Buenos Aires. De plaats telt 6.966 inwoners.